# Secrétaire perpétuel
 (mars 2022).
Un secrétaire perpétuel est le membre du bureau d’une académie francophone élu à vie par ses collègues.
Le secrétaire perpétuel le plus important est probablement celui de l’Académie française, poste créé il y a plus de 350 ans[Quand ?], le bureau annuel de l’Institut de France étant composé de six[pas clair] membres, qui sont le secrétaire perpétuel de l’Académie française, les présidents des quatre autres académies et le secrétaire perpétuel de l’Académie qui exerce la présidence[pas clair].